# Mihail Dudaš

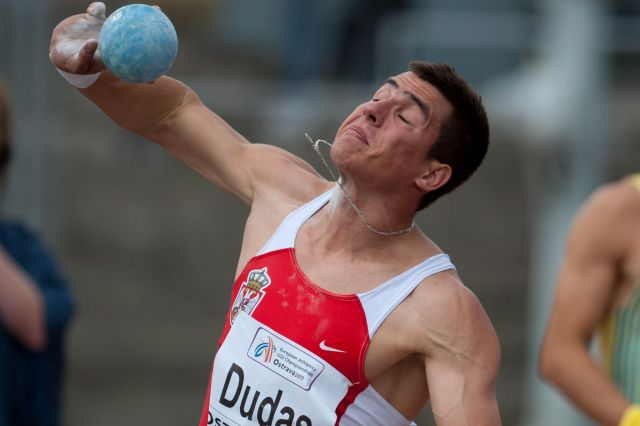
Mihail Dudaš 2011 in Ostrava

Mihail Dudaš (serbisch-kyrillisch Михаил Дудаш; * 1. November 1989 in Novi Sad) ist ein serbischer Zehnkämpfer.
Dudaš wurde bei den Leichtathletik-Juniorenweltmeisterschaften 2008 in Bydgoszcz und bei den Leichtathletik-U23-Europameisterschaften 2009 in Kaunas jeweils Dritter im Zehnkampf. 2010 nahm er an den Europameisterschaften in Barcelona teil, gab seinen Wettkampf jedoch nach acht Disziplinen auf.
2011 gewann Dudaš die Bronzemedaille im Zehnkampf bei den U23-Europameisterschaften in Ostrava und wurde serbischer Meister im Weitsprung. Bei den Weltmeisterschaften 2011 in Daegu belegte er mit persönlicher Bestleistung von 8256 Punkten, gleichzeitig serbischer Rekord, den sechsten Platz im Zehnkampf.
Bei den Europameisterschaften 2012 wurde Dudaš Vierter. Bei den Olympischen Spielen, die kurz danach in London stattfanden, nahm er teil, konnte den Zehnkampf aber nicht beenden. Im März 2013 gewann er bei den Halleneuropameisterschaften im schwedischen Göteborg die Bronzemedaille im Siebenkampf.
Bei den Europameisterschaften 2016 in Amsterdam errang er im Zehnkampf ebenfalls die Bronzemedaille.